# Liste der Baudenkmäler in Hürth
Die Liste der Baudenkmäler in Hürth enthält die denkmalgeschützten Bauwerke auf dem Gebiet der Stadt Hürth im Rhein-Erft-Kreis in Nordrhein-Westfalen (Stand: März 2018). Diese Baudenkmäler sind in der Denkmalliste der Stadt Hürth eingetragen; Grundlage für die Aufnahme ist das Denkmalschutzgesetz Nordrhein-Westfalen (DSchG NRW).

Die Liste ist nach Stadtbezirken sortiert.
| Stadtbezirk       | Liste                                             |
| ----------------- | ------------------------------------------------- |
| Alstädten-Burbach | siehe Liste der Baudenkmäler in Alstädten-Burbach |
| Alt-Hürth         | siehe Liste der Baudenkmäler in Alt-Hürth         |
| Berrenrath        | siehe Liste der Baudenkmäler in Berrenrath        |
| Efferen           | siehe Liste der Baudenkmäler in Efferen           |
| Fischenich        | siehe Liste der Baudenkmäler in Fischenich        |
| Gleuel            | siehe Liste der Baudenkmäler in Gleuel            |
| Hermülheim        | siehe Liste der Baudenkmäler in Hermülheim        |
| Kalscheuren       | siehe Liste der Baudenkmäler in Kalscheuren       |
| Kendenich         | siehe Liste der Baudenkmäler in Kendenich         |
| Knapsack          | siehe Liste der Baudenkmäler in Knapsack (Hürth)  |
| Sielsdorf         | siehe Liste der Baudenkmäler in Sielsdorf         |
| Stotzheim         | siehe Liste der Baudenkmäler in Stotzheim (Hürth) |

## Belege
1. ↑  Denkmalliste auf der Website der Stadt Hürth (PDF)